# Parafia Avoyelles
Parafia Avoyelles (ang. Avoyelles Parish, fr. Paroisse des Avoyelles) – parafia cywilna w stanie Luizjana w Stanach Zjednoczonych. Obszar całkowity parafii obejmuje powierzchnię 865,744 mil2 (2 242,27 km²). Według danych z 2010 r. parafia miała 42 073 mieszkańców. Parafia powstała w 31 marca 1807 roku, a jej nazwa pochodzi od francuskiej nazwy indiańskiego plemienia Awojelów zamieszkującego te tereny w okolicy siedziby tej parafii, Marksville.

## Sąsiednie parafie
- Parafia La Salle (północ)
- Parafia Catahoula (północ)
- Parafia Concordia (północny wschód)
- Parafia West Feliciana (wschód)
- Parafia Pointe Coupee (południowy wschód)
- Parafia St. Landry (południe)
- Parafia Evangeline (południowy zachód)
- Parafia Rapides (zachód)

## Miasta
- Bunkie
- Cottonport
- Evergreen
- Mansura
- Marksville
- Simmesport

## Wsie
- Hessmer
- Moreauville
- Plaucheville

## CDP
- Bordelonville
- Center Point
- Fifth Ward